# Paratuerta featheri
Paratuerta featheri är en fjärilsart som beskrevs av Fawcett 1915. Paratuerta featheri ingår i släktet Paratuerta och familjen nattflyn. Inga underarter finns listade i Catalogue of Life.